# Río Isala

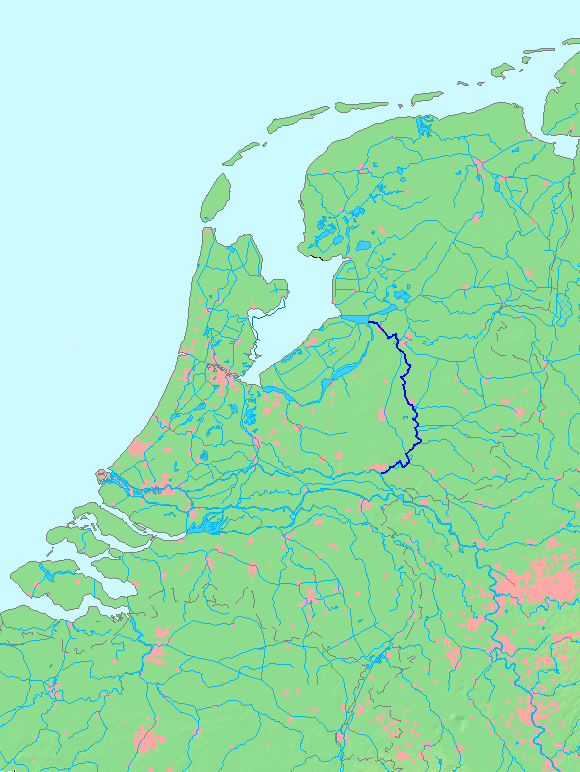
Localización del río en los Países Bajos.

El río Isala (en neerlandés: IJssel, Pronunciación: [ɛi̯səl]), a veces llamado Gelderse IJssel ("Isala de Güeldres") para evitar confusiones con su homónimo Hollandse IJssel ("Isala de Holanda") en el oeste de los Países Bajos, es una rama del río Rin, que discurre por las provincias neerlandesas de Güeldres y Overijssel. El río Isala nace cerca de Westervoort, al este de la ciudad de Arnhem, y desemboca en aguas del Ĳsselmeer «lago del Isala», que hasta la terminación en 1932 del dique Afsluitdijk era parte del entonces conocido como Zuiderzee, una entrada del mar del Norte. 
El río Isala es una de las tres ramas principales distributarias en el que el Rin se divide poco después de cruzar la frontera entre Alemania y Países Bajos, los otros dos ríos son el Nederrijn y el Waal.

## Galería

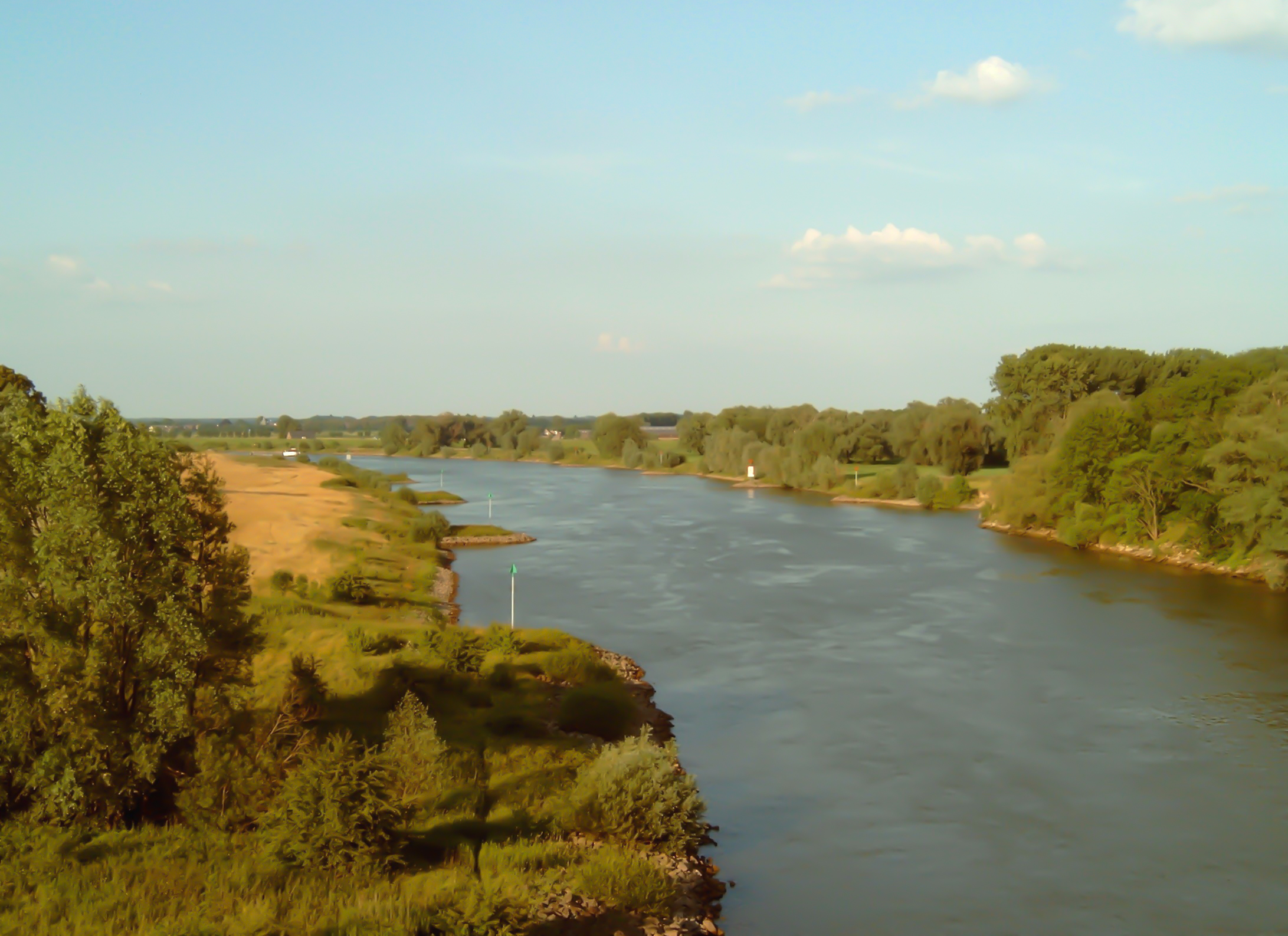
El Isala cerca de Velp
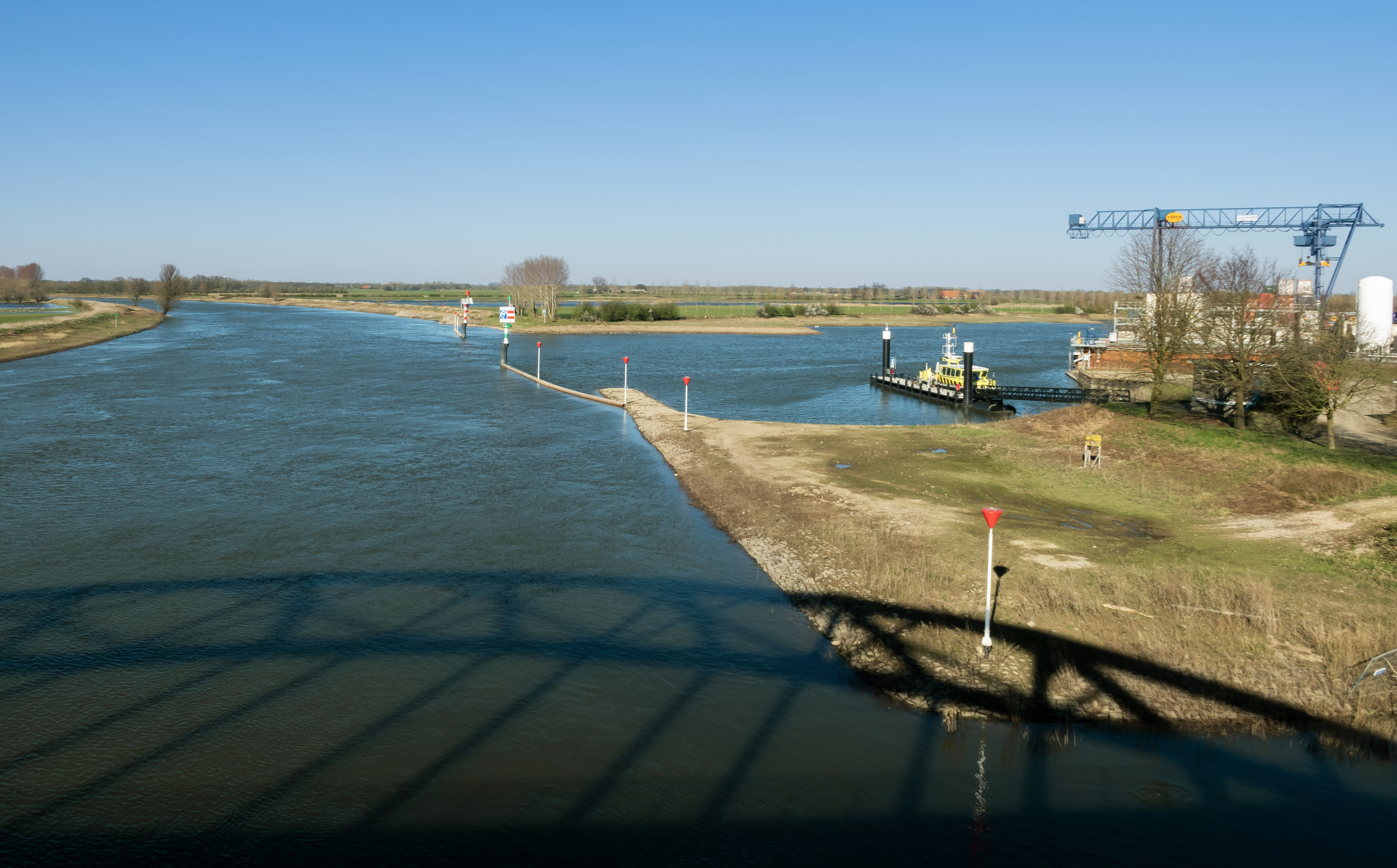
El Isala entre Doesburg y Ellecom
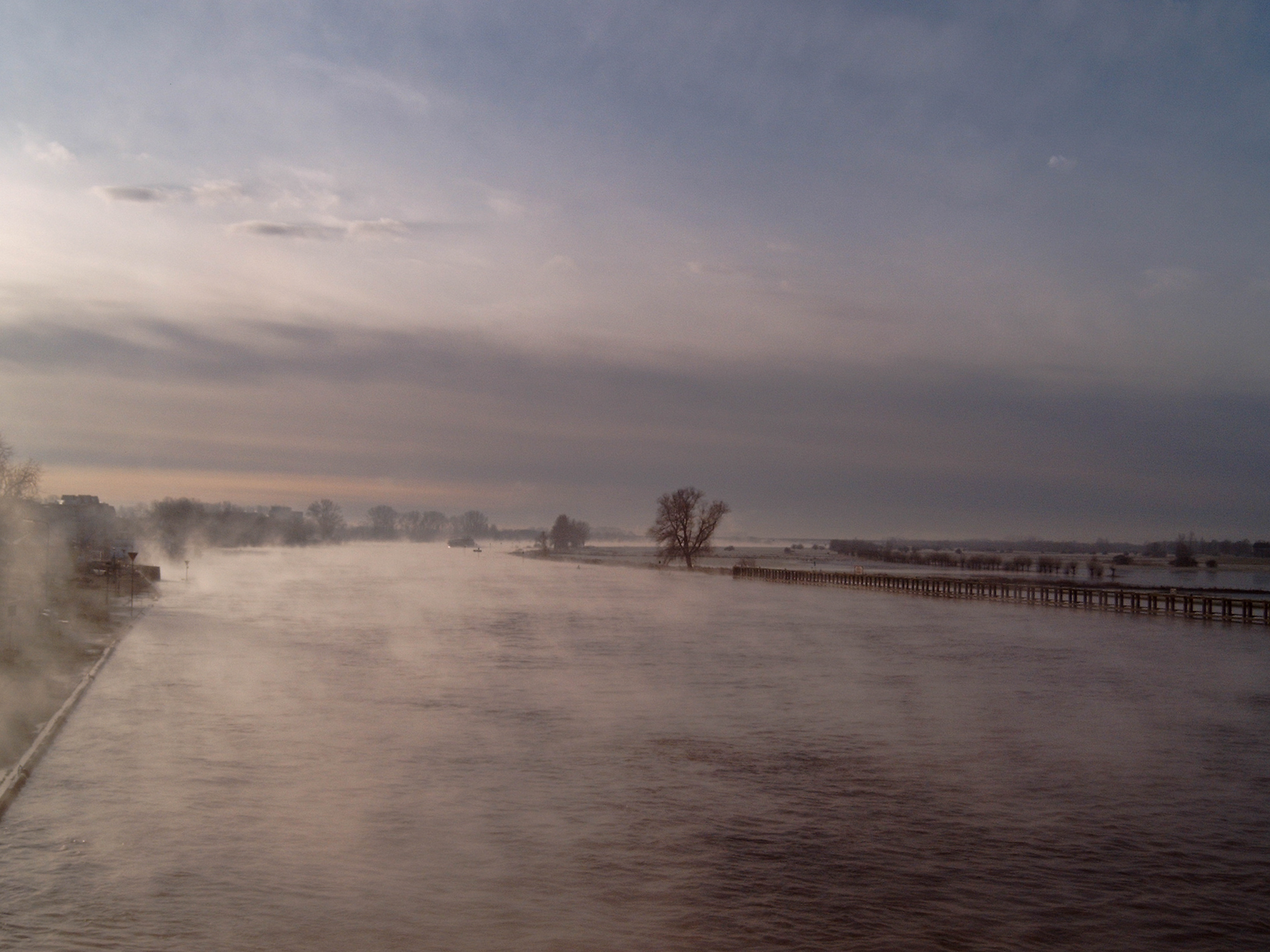
El Isala en Zutphen
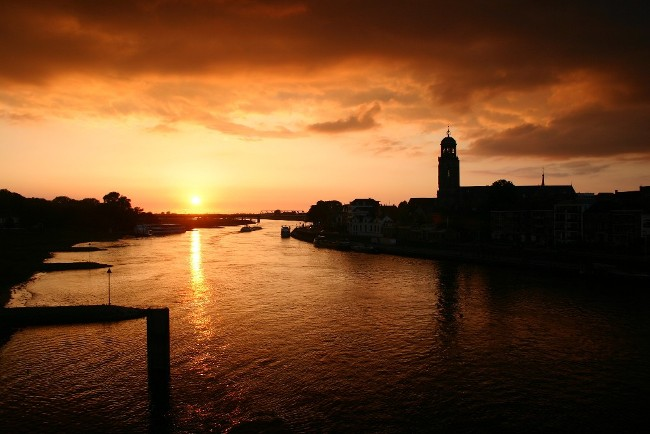
El Isala durante un atardecer en Deventer
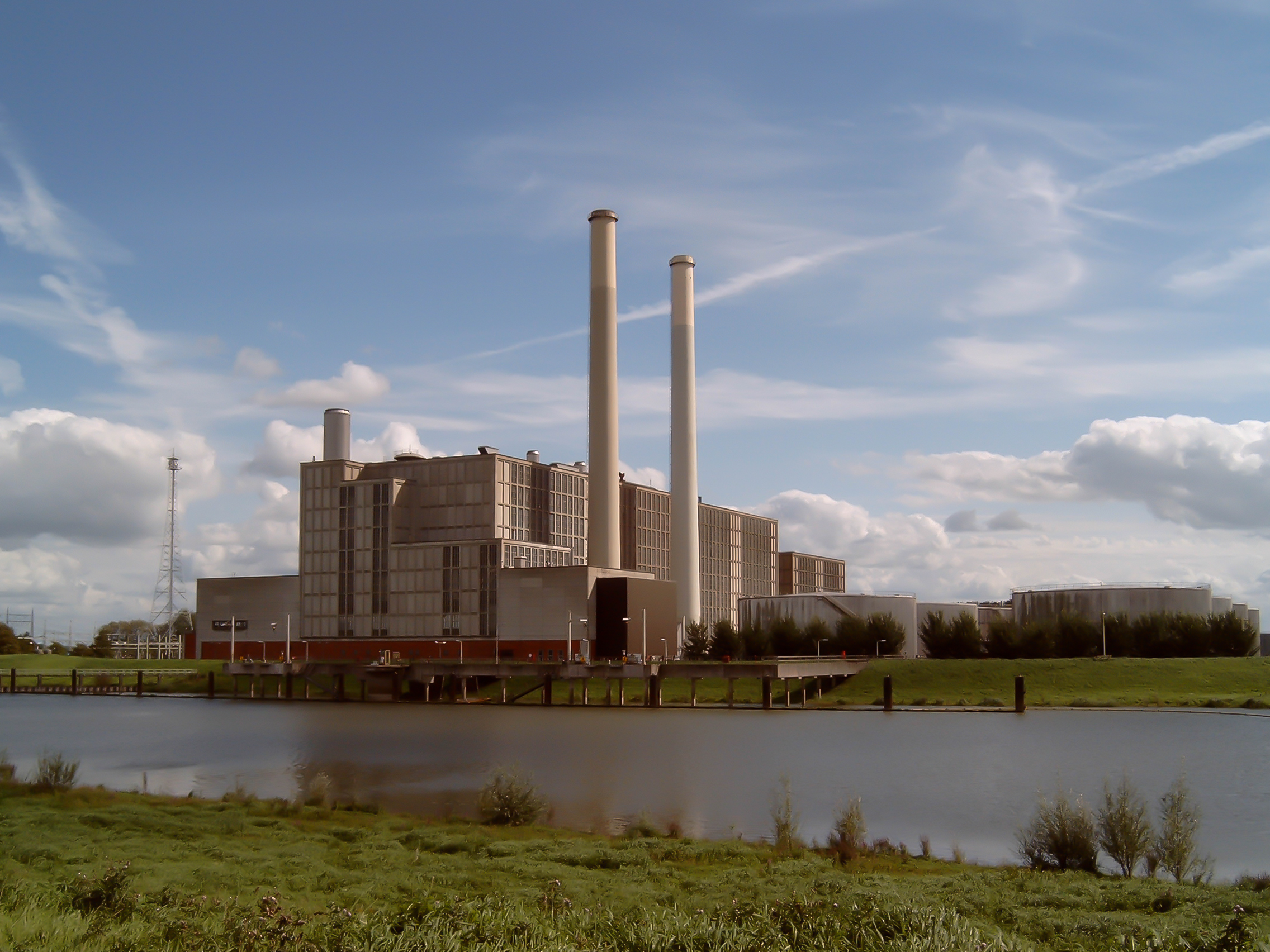
La IJsselcentrale cerca de Zwolle
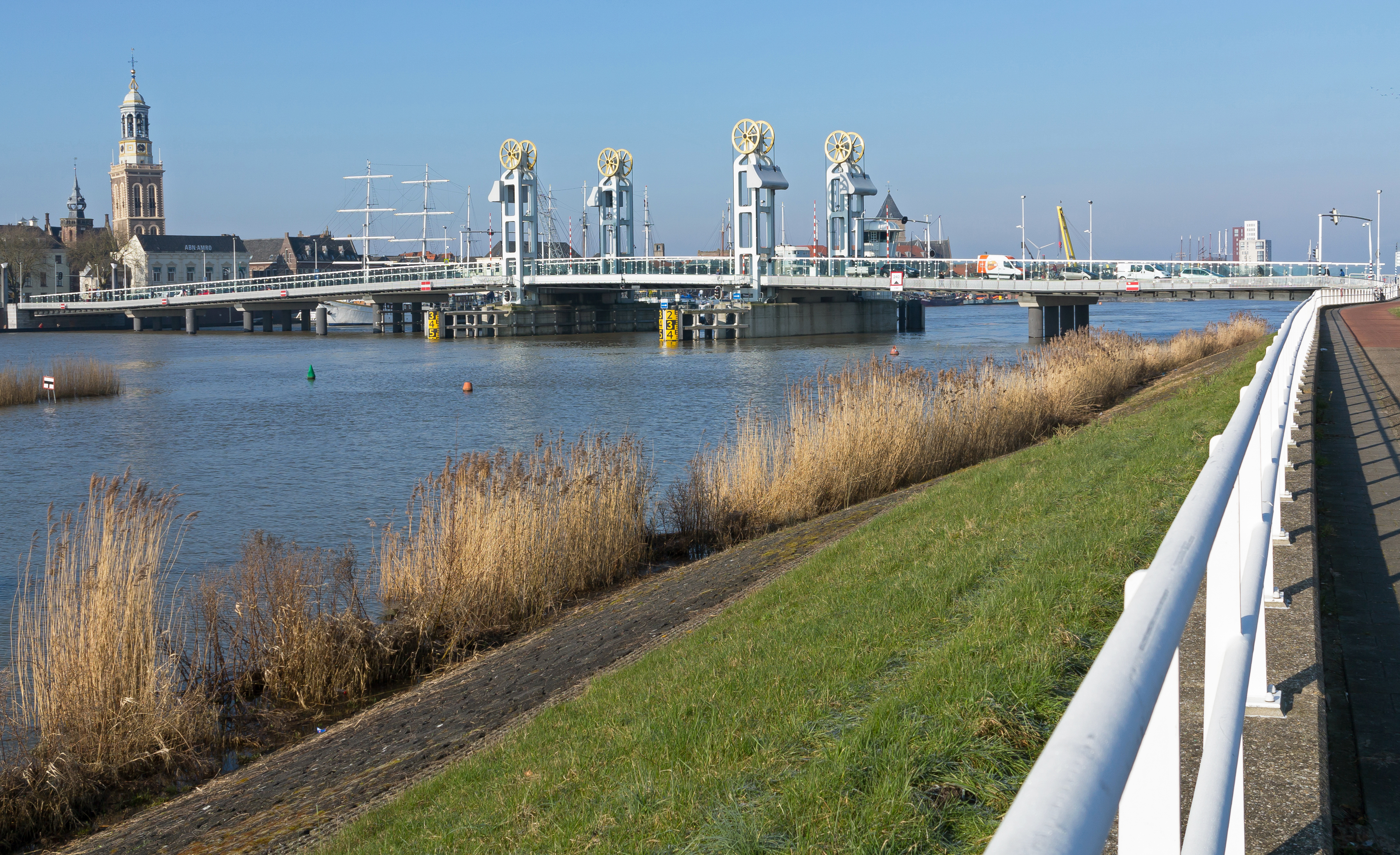
Puente (el Stadsbrug) sobre el Isala en Kampen